# Fallmeisterei (Schlüsselfeld)
Fallmeisterei ist ein Gemeindeteil der Stadt Schlüsselfeld im Landkreis Bamberg (Oberfranken, Bayern). Fallmeisterei liegt in der Gemarkung Reichmannsdorf.

## Geografie
Der Weiler besteht aus drei Wohngebäuden. Das ursprüngliche Anwesen liegt 0,4 km östlich der Gemeindeverbindungsstraße, an dem sich zwei weitere Anwesen befinden. Diese Gemeindeverbindungsstraße führt die Staatsstraße 2262 kreuzend nach Reichmannsdorf (0,9 km nördlich) bzw. zur Kreisstraße BA 2 (0,6 km südlich).

## Geschichte
1802 kam Fallmeisterei an das Kurfürstentum Bayern. Im Rahmen des Gemeindeedikts (frühes 19. Jahrhundert) entstand die Ruralgemeinde Reichmannsdorf, zu der Fallmeisterei gehörte.
Am 1. Mai 1978 wurde die Gemeinde Reichmannsdorf im Zuge der Gebietsreform in die Stadt Schlüsselfeld eingegliedert.